# Furcifer polleni
Furcifer polleni es una especie de iguanio de la familia Chamaeleonidae.
Es endémico de Mayotte y hay ejemplares introducidos en Anjouan.